# Amphoriscidae
Amphoriscidae é uma família de esponjas marinhas da ordem Leucosolenida.

## Gêneros
- Amphoriscus Haeckel, 1870
- Leucilla Haeckel, 1872
- Paraleucilla Dendy, 1892